# Магнус VI
Магнус VI Виправник Законів (1 травня 1238 — 9 травня 1280) — король Норвегії з 1263 до 1280 року.

## Життєпис

### Молоді роки
Народився у місті Тенсберг. Був молодшим сином Гокона IV, короля Норвегії, та Маргарет, доньки герцога Скуле Бардссона. Значну частину часу мешкав у місті Берген. Після смерті у 1257 році старшого брата Гокона Магнуса було оголошено спадкоємцем трону. У 1261 році відбулося його весілля з донькою Еріка IV, короля Данії, а 14 вересня цього року пройшла коронація у місті Берген.

### Зовнішня політика
Після смерті у 1263 році Гокона IV Магнус VI став королем. У зовнішній політиці новий король відмовився від агресивної зовнішньої політики. Його дії були спрямовані на зміцнення гарних стосунків з сусідніми країнами. У 1266 році було укладено договір у місті Перт з королем Шотландії Александром III. За ним Норвегія відмовлялася від Гебридських островів та острова Мен на користь Шотландії, а та у свою чергу від Оркнейських та Шетландських островів на користь Норвегії. Цього ж року укладено союз з королем Швеції Вальдемаром I. Цією ж угодою було встановлено кордон між двома країнами. У 1275 році після втечі Вальдемара до Норвегії Магнус VI із значною потугою намагався змусити нового шведського короля Магнуса III Ладулоса розділити владу зі своїм братом Вальдемаром I, проте без успіху. У 1269 році було укладено мирний договір у місті Вінчестер з королем Англії Генріхом III.

### Внутрішня політика
Після залагодження стосунків з сусідніми країнами Магнус VI зайнявся розбудовою та зміцненню Норвегії. У першу чергу він зайнявся вдосконаленням законодавства. У 1274 році на зборах знаті, міщан, кліру було прийнято збірку (кодекс) законів — Ландслов, а у 1276 році — Біловен. У 1274 році король затвердив закон, який стосувався всієї Норвегії, а також земель підвладних королю — Оркнейських, Шетландських, Фарерських островів, Гренландії, Ісландії (для останньої були прийняті свої законодавчі акти у 1271—1273). У 1276 році доповнений муніципальним закон, який стосувався життєдіяльності міст, що отримали більше волі. Цим було покінчено з правовою розділеністю областей, королівська влада отримала дієвіший механізм правницького контролю над підданими, який здійснювався лангманами та сюсельманами. До Магнуса VI подібні кодекси законів існували лише у королівствах Сицилія та Кастилія. За правління Магнуса ради збиралися лише з магнатів та аристократів без долучення найкращих бондів, як це було за Гокона IV.
За Магнуса VI набула швидкого розвитку торгівля з балтійськими країнами, Англією, Шотландією, Новгородською республікою, німецькими містами. Розбудовуються міста, які все більше підвищують свій статус. Водночас відбувається просунення до Норвегії німецьких промисловців та торговців, особливо з міста Любек.
Політика Магнуса VI спочатку зустріла спротив з боку вищого духівництва. Втім, у 1277 році в Тонсберзі було укладено конкордат між королем та Йоном Рудим, архієпископом Нідароса. Конкордатом закріплювалися деякі привілеї духівництва, визнавалася свобода виборів єпископів без права короля втручатися до них, церква зберегла певну незалежність у судових справах, а натомість відмовилася від принципу зверхності церкви над світською владою та королем.

### Культура
У культурному житті Магнус VI продовжував політику свого попередника з долучення норвезького суспільства до європейської культури, особливо французької. Дедалі більше набувала розвитку куртуазність серед знаті. Магнус впровадив нові титули лицаря та барона. Він був першим королем, який використовував свій порядковий номер. Стурлі Тордарсону в 1263 році Магнус VI замовив сагу про свого батька, у 1278 році — про себе.

### Останні роки
Навесні 1280 Магнус VI захворів. Тоді ж було остаточно заявлено про спадкоємництво трону, яке закріплювалося законом 1263 року. А вже 9 травня 1280 року король Магнус VI помер у місті Берген. Тут його й було поховано.

## Родина
Дружина — Інгеборга (1244—1287), донька Еріка IV Естрідсена, короля Данії. Діти:
- Олаф (1262—1267)
- Магнус (1264)
- Ейрік (1268—1299)
- Гокон (1270—1319)